# Vrabevo, Loveci
Vrabevo (în bulgară Врабево) este un sat în comuna Troian, regiunea Loveci,  Bulgaria. 

## Demografie
Componența etnică a satului Vrabevo
     Turci (1,41%)
     Bulgari (55,58%)
     Nicio identificare (43%)
     Altele (0%)
La recensământul din 2011, populația satului Vrabevo era de 779 locuitori. Din punct de vedere etnic, majoritatea locuitorilor (55,58%) erau bulgari, cu o minoritate de turci (1,41%). Pentru 43% din locuitori nu este cunoscută apartenența etnică.